# 811
| Calendário gregoriano                                                        | 811 DCCCXI                                           |
| Ab urbe condita                                                              | 1564                                                 |
| Calendário arménio                                                           | 260 – 261                                            |
| Calendário bahá'í                                                            | -1033 – -1032                                        |
| Calendário budista                                                           | 1355                                                 |
| Calendário chinês                                                            | 3507 – 3508 Início a 29 de janeiro (aproximadamente) |
| Calendário copta                                                             | 527 – 528                                            |
| Calendário etíope                                                            | 803 – 804                                            |
| Calendários hindus - Vikram Samvat - Calendário nacional indiano - Cáli Iuga | 866 – 867 732 – 733 3911 – 3912                      |
| Calendário Holoceno                                                          | 10811                                                |
| Calendário islâmico                                                          | 195 – 196                                            |
| Calendário judaico                                                           | 4571 – 4572                                          |
| Calendário persa                                                             | 189 – 190                                            |
| Calendário rúnico                                                            | 1061                                                 |
| Calendário solar tailandês                                                   | 1354                                                 |

811 (DCCCXI, na numeração romana) foi um ano comum do século IX do Calendário Juliano, da Era de Cristo, e a sua letra dominical foi E (52 semanas), teve início a uma quarta-feira, terminou também a uma quarta-feira.
| Ano completo                        |
| ----------------------------------- |
| Ano comum com início à quarta-feira |

## Eventos
- Batalha de Vărbitsa entre o tsar búlgaro Crum e o Império Bizantino.
- Os francos tomam Tortosa dos muçulmanos.

## Mortes
- 26 de julho - Nicéforo I, o Logóteta, imperador bizantino desde 802, na Batalha de Pliska (atual Bulgária).